# Lin Yue (pattinatrice)
Lin Yue (Changchun, 24 agosto 1994) è una pattinatrice di short track cinese.

## Palmarès
- Campionati mondiali di short track

Mosca 2015: argento nella staffetta 3000 m;
Rotterdam 2017: oro nella staffetta 3000 m;
- Mondiali giovanili

Warschau 2013: argento nella staffetta 3000 m; bronzo nei 500 m;